# Linia tramwajowa Sassi-Superga
Linia tramwajowa Sassi–Superga (wł. Tranvia Sassi-Superga) – linia tramwaju zębatego w Turynie, łącząca peryferyjną dzielnicę Sassi i linię tramwajową tamże (Corso Casale) z bazyliką Superga położoną na wzgórzu o tej samej nazwie (672 m n.p.m.) w północno-wschodniej części miasta. Ma trzy stacje pośrednie: 1ª Galleria, Raddoppio, Pian Gambino.

## Historia i przebieg

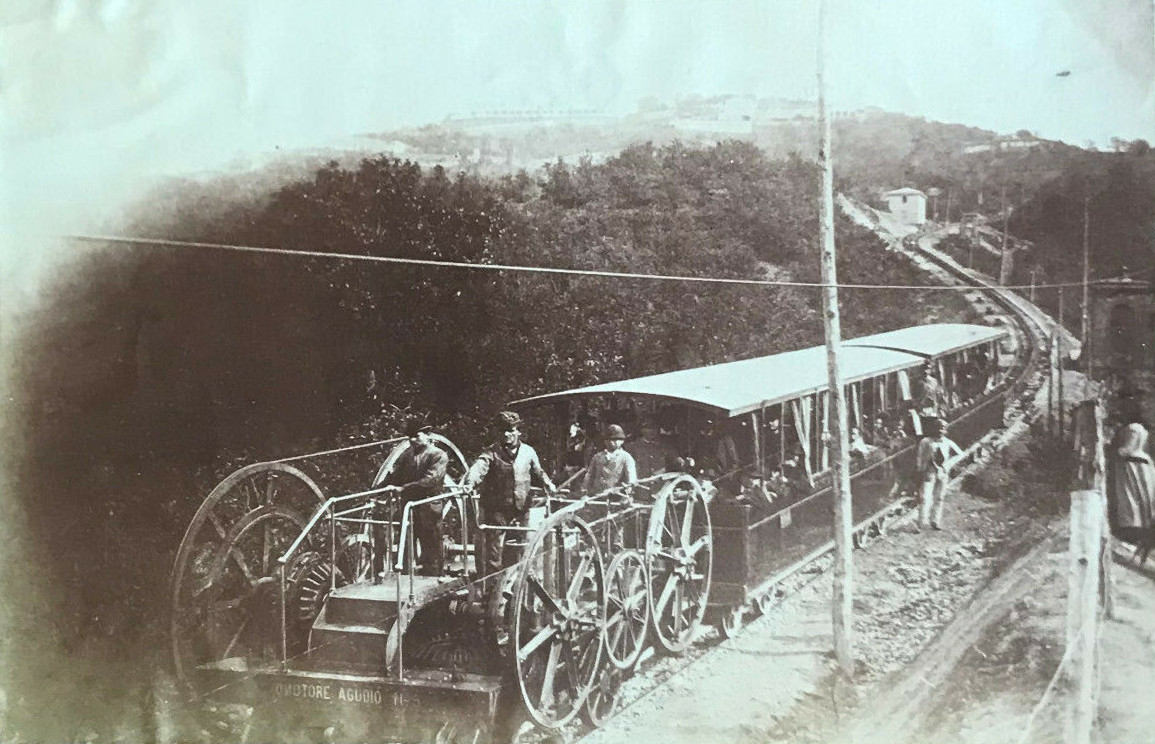
Skład z czasów kolei linowo-torowej systemu Agudio

Linia została otwarta w 1884, jako kolej linowo-terenowa systemu Agudio, zaprojektowanego przez inżyniera Tommaso Agudio. Pociąg był ciągnięty stalową liną biegnącą równolegle do torowiska, którą w ruch wprawiał silnik stacjonarny. W 1934 kolej linowo-terenową przekształcono w linię tramwajową (zębatą). Do dziś pasażerów wożą oryginalne wagony pochodzące z 1934. Podróż trwa około 18 minut, a trasa jest atrakcyjna widokowo. Stacja górna znajduje się przy bazylice Superga. Trasa ma długość 3100 metrów. Stacja dolna (Sassi) znajduje się na Piazza Modena, na wysokości 225 m n.p.m., a stacją górna (Superga) jest położona na wysokości 650 m n.p.m. Całkowita różnica wysokości wynosząca 425 metrów jest pokonywana przy średnim nachyleniu 13,5% (najwięcej to 21% na końcowym odcinku między Pian Gambino a stacją Superga). Tramwaje obsługujące linię zasilane są z trzeciej szyny prądem elektrycznym o napięciu 600 V.
Tarasy widokowe pozwalają oglądać panoramę Turynu i Alp. Le Corbusier uznawał to miejsce za jedno z najbardziej czarujących na świecie.

## Muzeum
W pomieszczeniach stacji dolnej zlokalizowana jest otwarta w 2003 ekspozycja poświęcona historii tramwajów w Turynie. W centrum głównego pomieszczenia usytuowano tramwaj konny nr 197 z roku 1880. W gablotach zgromadzono pamiątki i historyczne zdjęcia związane z miejskim transportem turyńskim. Ekspozycję zmodernizowano w 2021, dzieląc ją tematycznie na: pojazdy, zagadnienia sieciowe, ewolucję sieci, sprzęt utrzymania ruchu, bilety, elektrykę i elektrotechnikę. Osobna część muzeum prezentuje historię tramwaju w Sassi. Zbiory są całkowicie zdigitalizowane i dostępne on-line.

## Galeria

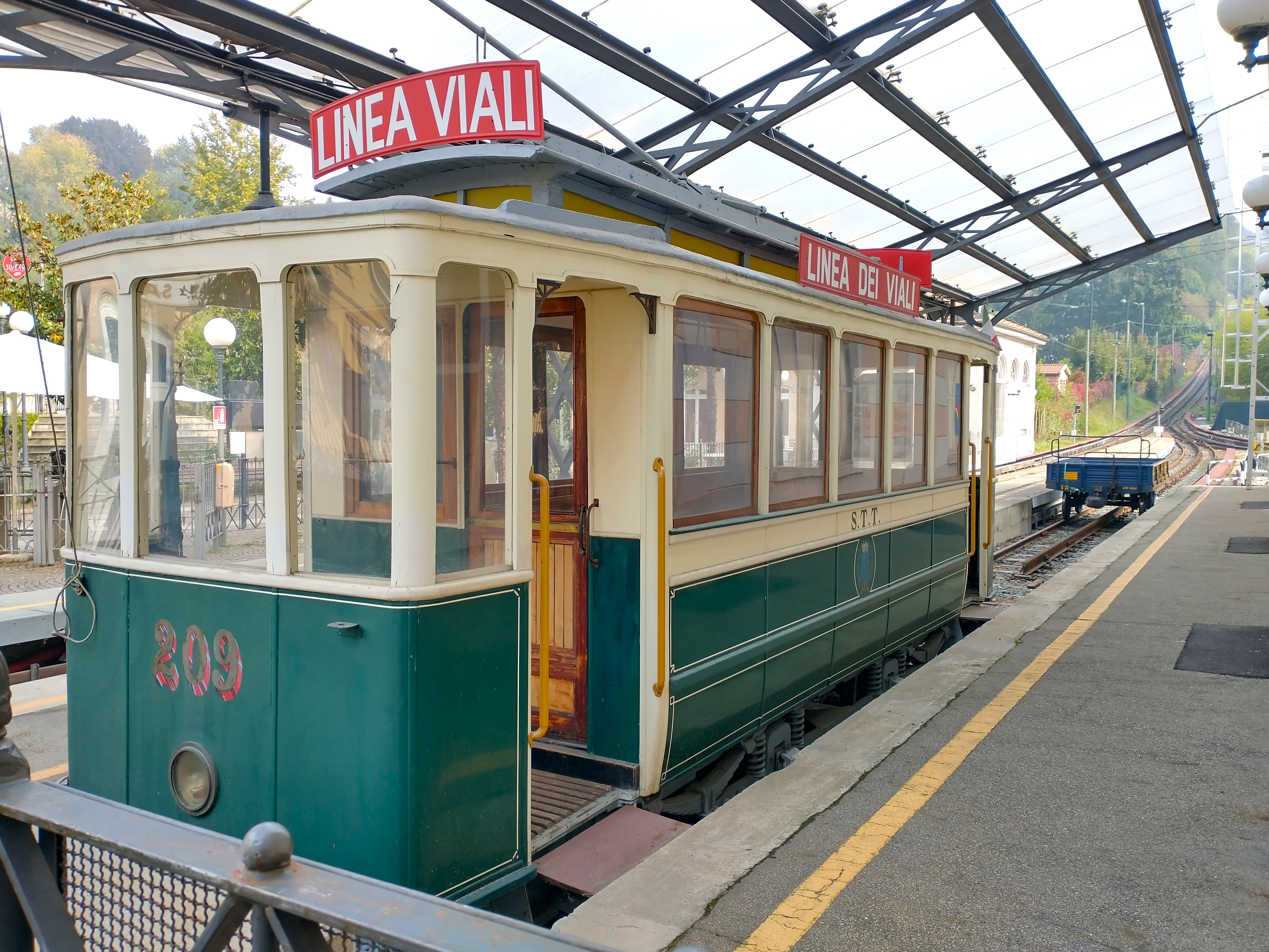
Stacja dolna (wagon historyczny)
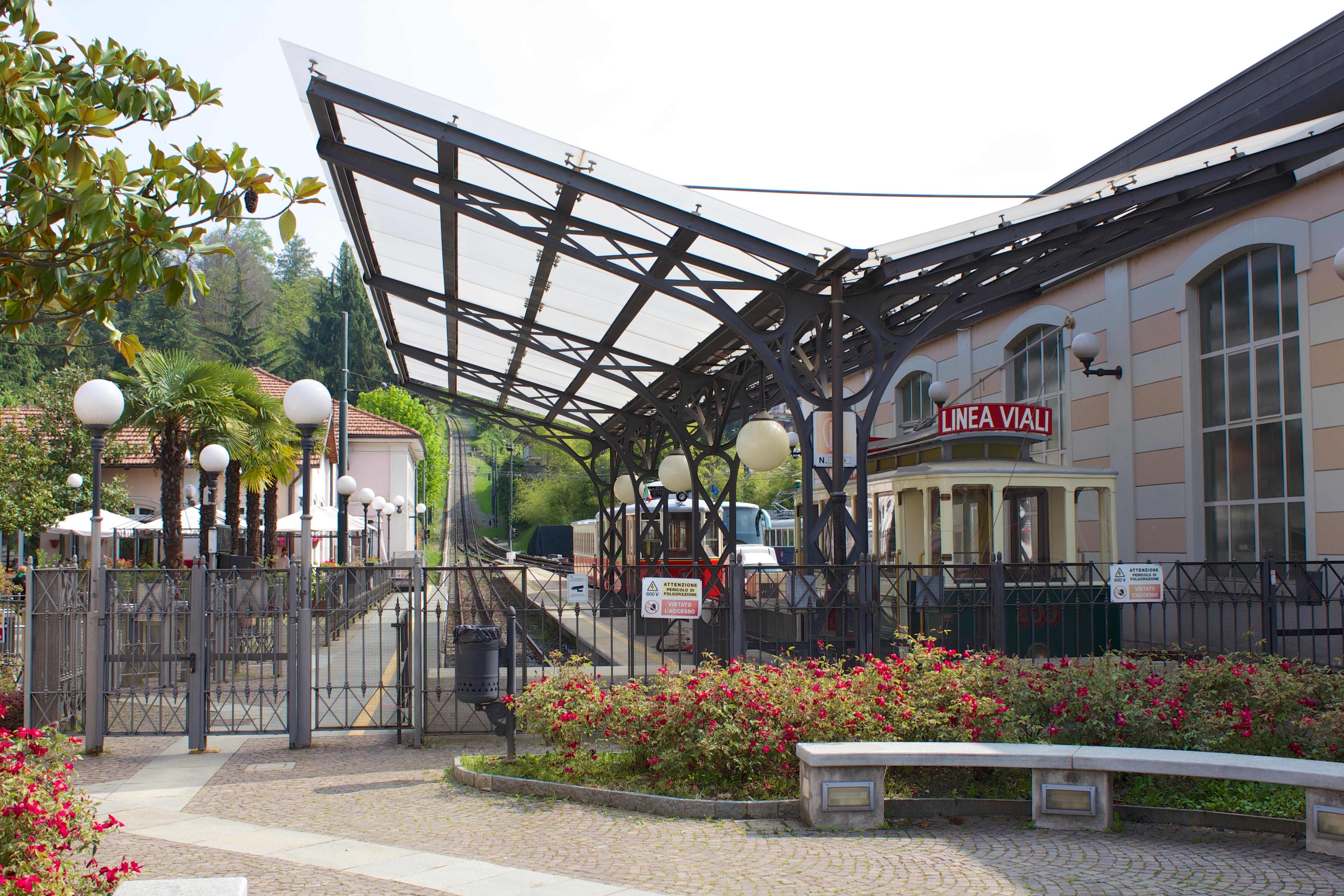
Stacja dolna
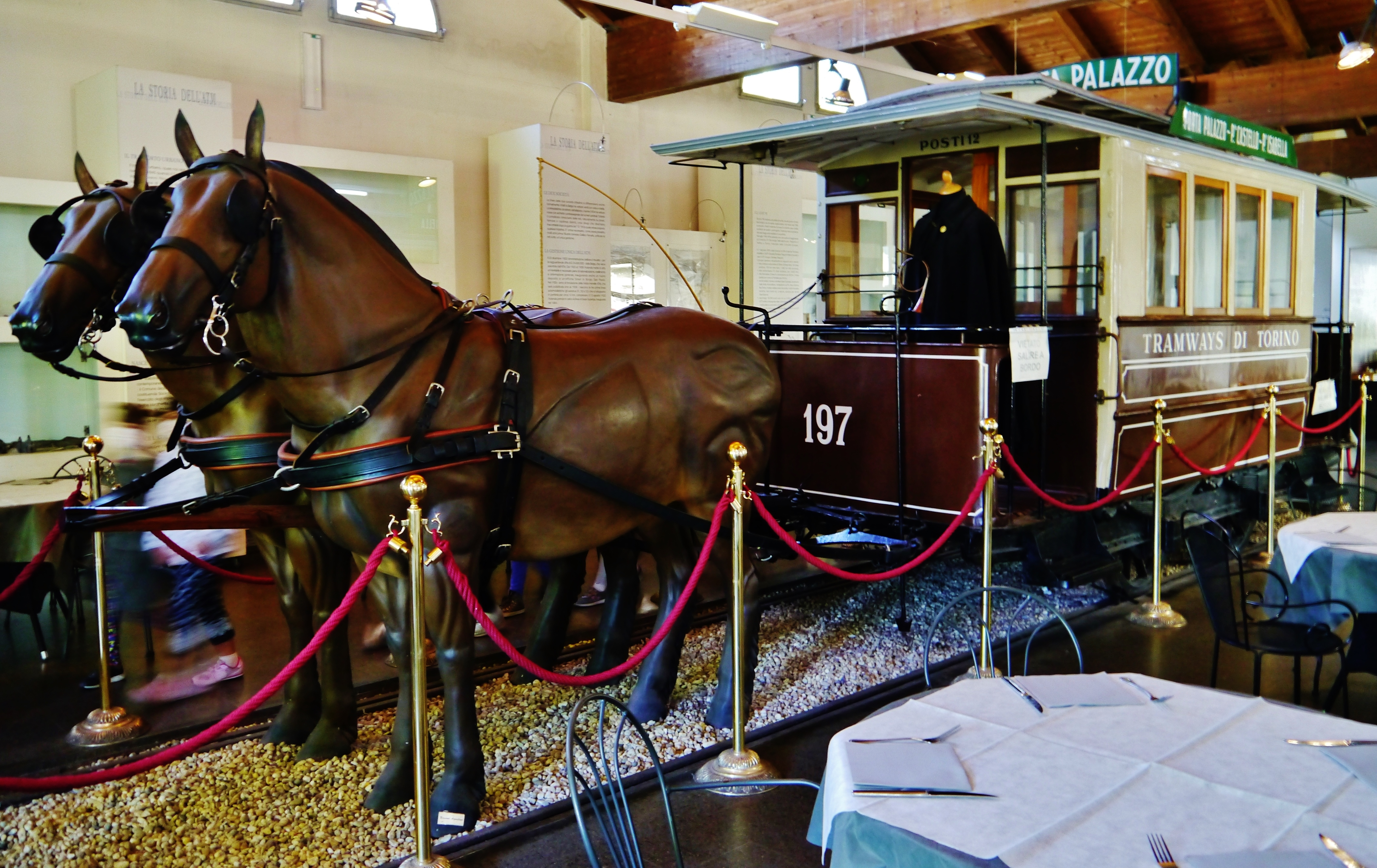
Ekspozycja muzealna